# Sébastien Trésarrieu
Sébastien Trésarrieu (ur. 10 stycznia 1981 w Bordeaux) – francuski żużlowiec, występujący również na długim torze i na trawie.

## Życiorys

### Kariera sportowa
W lidze brytyjskiej reprezentant klubów: Isle of Wight (2001-2004), Eastbourne (2004), Swindon (2005) oraz Exeter (2005).
Finalista cykli Grand Prix indywidualnych mistrzostw świata na długim torze w latach 2000, 2001, 2003, 2004, 2006 oraz finalista indywidualnych mistrzostw Europy na torze trawiastym w latach 1998, 2000, 2001, 2003, 2006. Czterokrotny medalista indywidualnych mistrzostw Francji na torze trawiastym: dwukrotnie złoty (2000, 2015), srebrny (1999) oraz brązowy (2008).

### Życie prywatne
Brat Stéphane’a Trésarrieugo i Mathieu Trésarrieugo oraz wujek Mathiasa Trésarrieugo, również żużlowców.